# شیو پاندیت
شیو پاندیت (به انگلیسی: Shiv Pandit) (زاده ۲۱ ژوئن ۱۹۸۴) بازیگر هندی است.
از فیلم‌هایی که وی در آن نقش داشته است می‌توان به رئیس، شیرشاه و خداحافظ اشاره کرد.